# Witali Jewstignejew
Witali Jewstignejew (* 8. August 1985) ist ein kasachischer ehemaliger Fußballspieler.

## Karriere
Witali Jewstignejew spielte in seiner Jugend für Ordabassy Schymkent. Nachdem er einen Profivertrag erhalten hatte, konnte er sich in den ersten 2 Jahren keinen Stammplatz ergattern. 2003 wechselte er zu FK Taras. Nach 7 Saisonen bei den Südkasachen wechselte er wieder zu Ordabassy Schymkent. Nach nur einer Saison wechselte er 2011 zu FK Aqtöbe.
Für die Nationalelf seines Landes debütierte er im Jahre 2011. Er spielte dreimal für die kasachische Fußballnationalmannschaft, wobei ihm bei der 2:3-Niederlage seiner Elf gegen Aserbaidschan ein Tor gelang.

## Erfolge
- Kasachischer Pokal-Sieger: 2004